# Hyosciurus heinrichi
Hyosciurus heinrichi là một loài động vật có vú trong họ Sóc, bộ Gặm nhấm. Loài này được Archbold & Tate mô tả năm 1935.